# Balog Zoltán (püspök)

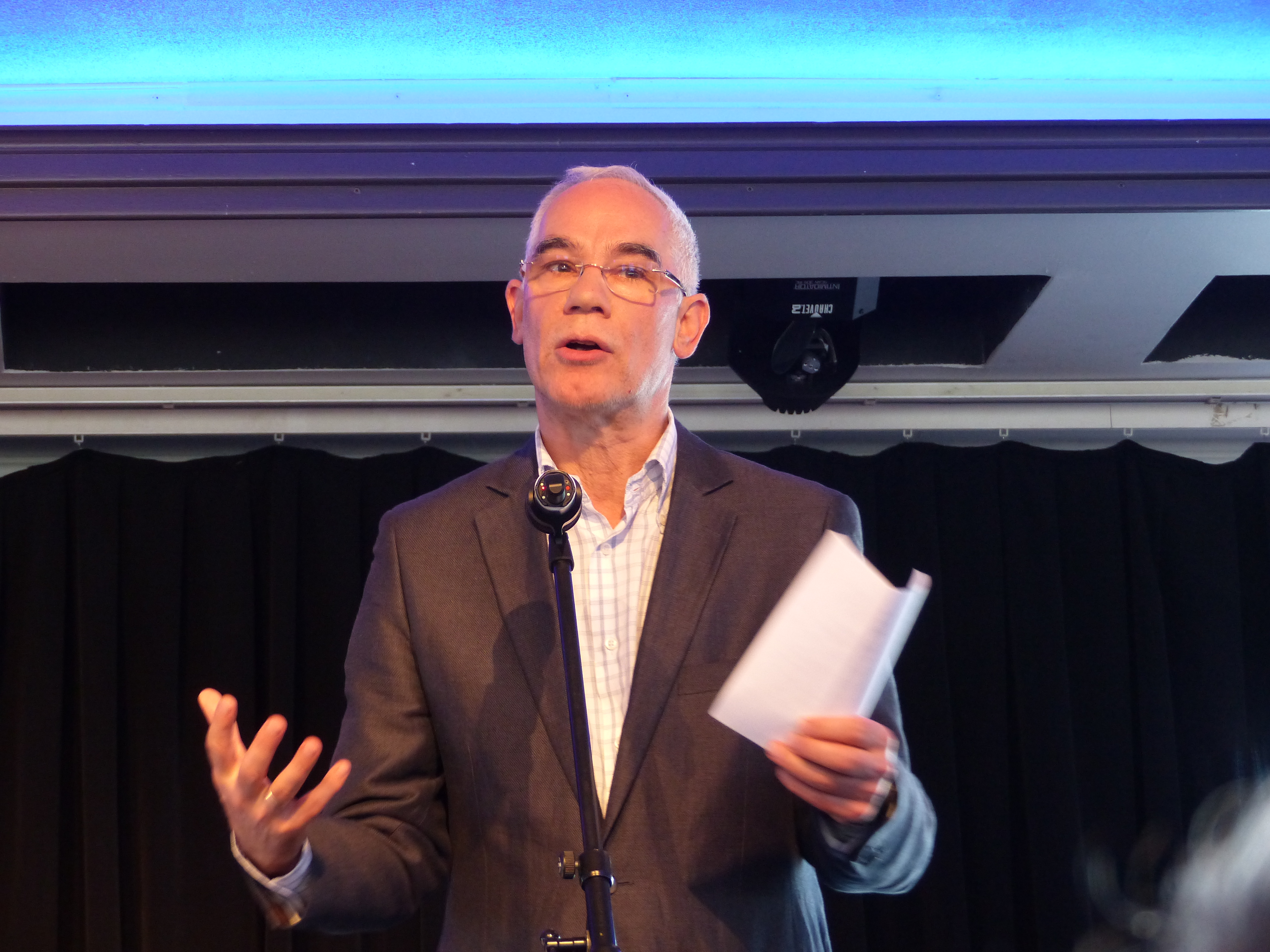
Balog Zoltán 2016-ban

Balog Zoltán (Ózd, 1958. január 7. –) református püspök; korábban a második- és a harmadik Orbán-kormány minisztere.
2006-tól országgyűlési képviselő, 2010-től a Közigazgatási és Igazságügyi Minisztérium társadalmi felzárkózásért felelős államtitkára. 2012-től 2018-ig az Emberi Erőforrások Minisztériuma minisztere, 2003-tól 2021-ig a Polgári Magyarországért Alapítvány főigazgatója, majd a kuratórium elnöke.
2021. január 25-től tölti be a Magyarországi Református Egyház Dunamelléki egyházkerületének püspöki tisztét.
2021. február 17-től három éven keresztül a Magyarországi Református Egyház zsinatának lelkészi elnöke volt. Zsinati elnöki pozíciójáról a Novák Katalin kegyelmezési ügyében játszott szerepe miatt 2024. február 16-án lemondott, de püspöki méltóságát és a Dunamelléki református egyházkerület vezetését megtartotta.

## Életpályája
Gyerekkorát egy borsodi bányászfaluban, Nekézsenyben töltötte, ahol édesapja református lelkész volt. Az általános iskola elvégzése után a Debreceni Református Kollégiumban folytatta tanulmányait. A „Ki tud többet a Szovjetunióról?” vetélkedő negyedik helyezettjeként a Szovjetunióba utazhatott, ahová apja sugallatára Bibliákat csempészett. Középiskolai tanulmányait 1976-ban fejezte be a Debreceni Református Kollégium Gimnáziumában.
1976-tól 1977-ig betanított esztergályos volt a Diósgyőri Gépgyárban, 1979 és 1980 között gondnokként dolgozott a hosszúhetényi Katolikus Szociális Otthonban. Teológiai tanulmányait a Debreceni Református Teológiai Akadémián kezdte. 1983-ban a Budapesti Református Teológiai Akadémián református lelkészként végzett.
1983-tól 1987-ig Maglódon és öt szórványközségben szolgált lelkészként. Ezután két évig a Tübingeni Egyetem hallgatója volt. 1989 őszén tábori lelkészként az NDK-menekültek között szolgált. Ugyanettől az évtől a Magyarországi Németajkú Református Egyházközség beosztott lelkésze. 1989 és 1991 között teológiai akadémiai óraadó tanárként dolgozott, valamint vallástanár volt a Baár–Madas Református Gimnáziumban.
Az Európai Egyházak Konferenciájának teológiai tanácsadója, 1992-től 1998-ig az Európai Protestáns Szabadegyetem elnökségi tagja volt. 1993 és 1995 között a Bonni Egyetemen tanult; 1993 és 1996 között a Bonni Egyetem Ökumenikus Intézetének tudományos munkatársaként tevékenykedett. 1996-tól a Protestáns Fórum vezetője. Ugyancsak 1996-tól a Magyarországi Németajkú Református Egyházközség immáron megválasztott lelkésze. Lelkészi tevékenységét lelkészi jellege megőrzése mellett, országgyűlési képviselői összeférhetetlenség miatt szüneteltette 2006 és 2018 októbere között. 2000-től a Bethesda Alapítvány kurátora. Teológiai, egyházpolitikai, valamint közéleti konferenciák előadója. Hat – főként hitélettel kapcsolatos – műve jelent meg. 2002-ben a Semmelweis Egyetem Testnevelési és Sporttudományi Karán (ma Magyar Testnevelési és Sporttudományi Egyetem) mentálhigiénés szakember diplomát szerzett.
2018-ban visszavonult a politikai tevékenységtől, saját állítása szerint azért, hogy újra, teljesen, az egyházi szolgálatnak szentelhesse magát.
2019 nyarán a református egyház kategorikusan elutasította azokat a sajtótámadásokat, miszerint zsinata Balog miatt, és nem a gyesre/gyedre menő lelkésznők és lelkészek diszkriminálása megszüntetése végett módosította volna a szabályait. Tájékoztatásuk szerint Balog politikusi pályafutása ellenére is megfelelt az egyház korábbi, a változtatás előtti szabályának, miszerint csak az lehet püspök, aki „legalább 10 évi folyamatos, önálló lelkészi szolgálattal rendelkezik”.
2020. november 5-én a  Dunamelléki református egyházkerület püspökévé választották.
2021. január 25-én történt beiktatásán vette át hivatalosan a püspöki hivatalt elődjétől, Bogárdi Szabó Istvántól, aki 18 éven keresztül vezette az egyházkerületet. Eskütételét követően legsürgetőbb feladatának a közösségek megerősítését nevezte. A korábbi miniszteri szolgálata és a ráváró püspöki szolgálat közti különbséget így fogalmazta meg:
„Az egyházban nem szeretjük valamifajta politikai korrektség jegyében elhallgatni vagy átcsomagolni azt, amit igazságnak ismertünk fel. A reformátori és bibliai örökséghez híven a lehető legnagyobb őszinteségre van szükség.”
Balog püspökké szentelésére 2021. május 24-én került sor a Pest megyei Nagykőrösön. "Nem ti vagytok az enyémek, hanem én vagyok a tiétek" – hangsúlyozta székfoglaló beszédében.
A két esemény között, 2021. február 17-én, a Magyarországi Református Egyház frissen választott, megújult összetételű, zsinata új lelkészi és világi elnököt választott. A lelkészi elnökségre Balog és Fekete Károly, a Tiszántúli Református egyházkerület püspöke vállalta a jelölést. A 97 érvényes szavazatból 33-at kapott Fekete Károly, míg 64-et Balog Zoltán, így ő lett a Magyarországi Református Egyház zsinata lelkészi elnöke.
Három év után, 2024. február 16-án a Novák Katalin kegyelmezési ügyében játszott szerepe miatt lemondott a Magyarországi Református Egyház zsinata lelkészi elnökségéről. Püspöki méltóságát és a Dunamelléki Református Egyházkerület vezetését azonban megtartotta, bár a református egyház tagjai között is voltak, akik szerint Balog a személyes hibáját védve a református egyházra húzta a kegyelmi botrányt. Balog ugyanakkor kérte, hogy mindenki különböztesse meg, mi az amit ő tett helytelenül, vagy rosszul, és azt, amit mások csináltak belőle politikai érdekből. Orbán Viktorral kapcsolatban kijelentette, hogy a miniszterelnök "meghagyta neki, hogy belátása szerint cselekedjen". Ezután az év tavaszán nyilatkozatban kérte sok református értelmiségi egyháztag, hogy mondjon le a püspöki hivataláról is. 2024 nyarán tovább éleződött a feszültség közte és az egyház bizonyos tagjai, lelkészei között.

## Politikai pályafutása

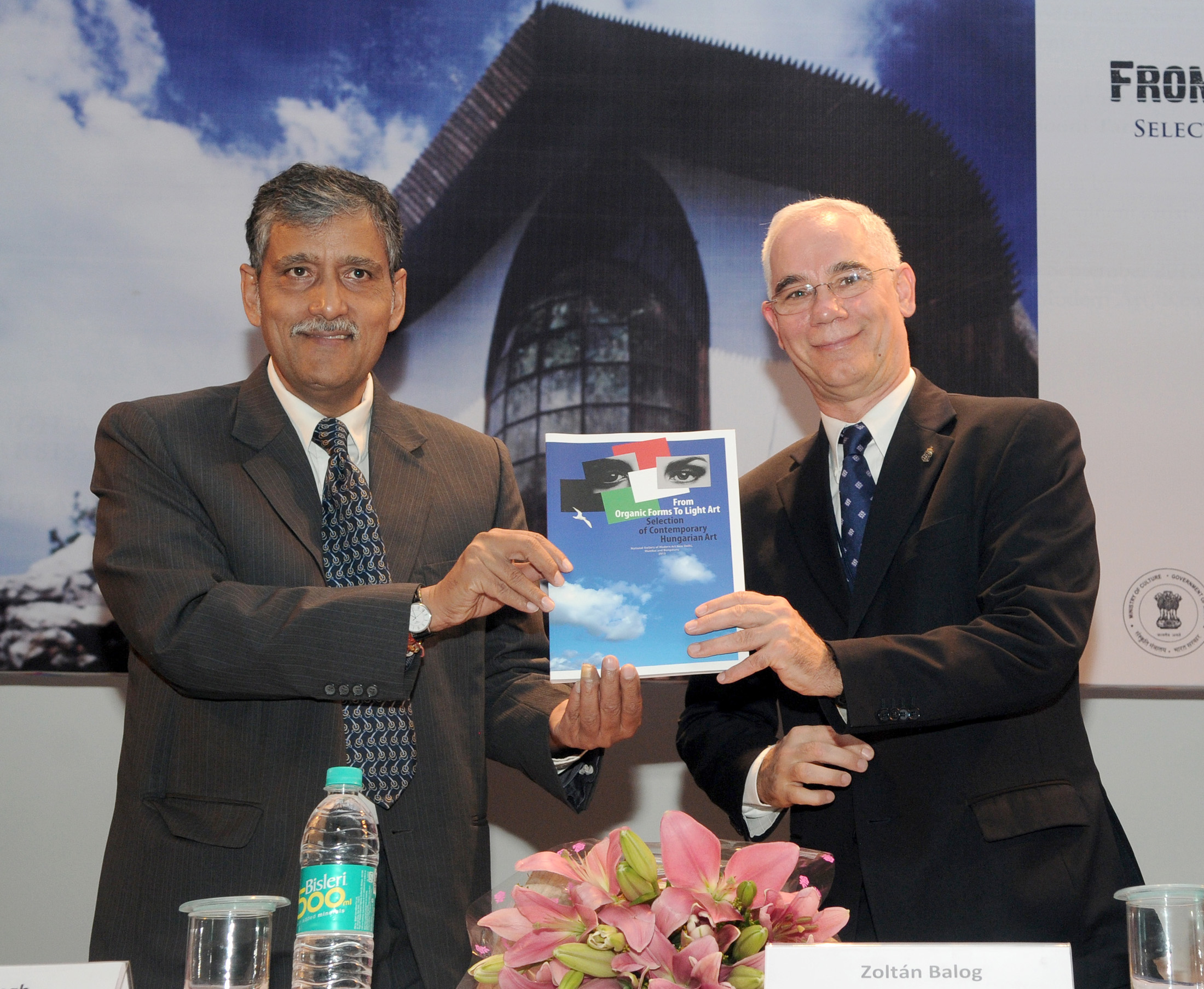
Kortárs magyar művészeti kiállítás megnyitóján Shri Ravindra Singh, az indiai kulturális minisztérium államtitkára és Balog Zoltán, az emberi erőforrások minisztere (Újdelhi, 2013. október 17.)

1990-től 1993-ig a Fidesz országgyűlési frakciója szakértője volt. Az első Orbán-kormány alatt a Miniszterelnöki Hivatalban miniszterelnöki főtanácsadóként dolgozott, ezután 2002-től 2003-ig a Köztársasági Elnöki Hivatalban a társadalompolitikai főosztályt vezette. 2003-tól a Polgári Magyarországért Alapítvány főigazgatója, majd a kuratórium elnöke volt, melyről 2021. január 31-én lemondott. Országgyűlési képviselő, 2006-tól 2010-ig az Emberi Jogi, Kisebbségi, Civil- és Vallásügyi Bizottság elnöke volt. 2009-től a Magyar Polgári Együttműködés Egyesület elnöke.
2010-től a Közigazgatási és Igazságügyi Minisztérium társadalmi felzárkózásért felelős államtitkára, 2012. május 14-től 6 éven keresztül az Emberi Erőforrások Minisztériumának minisztere. A közoktatás átszervezésének keretében 2012. augusztus 31-én megalapította a Klebelsberg Központot. Az ő javaslatára döntött a kormány a vidéki lelkipásztorok jövedelemkiegészítéséről, kezdeményezésére lett újra munkaszüneti nap a nagypéntek.
A magyar Raoul Wallenberg Emlékbizottságnak 2012 óta tagja.
2014-ben a Kossuth Rádió interjújában kijelentette, hogy "Magyarországról nem történt roma deportálás, a magyar cigányokat Ausztriából vitték el." Ezért a kijelentésért 9 hónap múlva nyilvánosan bocsánatot kért.
Az Első Világháborús Centenáriumi Emlékbizottság elnöke.

## Családja
Nős, öt gyermek édesapja, 9 unokája van. Első feleségétől 1989-ben vált el. Felesége Révész Judit egyetemi adjunktus, akivel 1990 óta élnek együtt. Öt gyermekéből négy lány: Anna, Veronika, Eleonóra és Réka, valamint van egy fia, Ádám.
Szülei, Balog Zoltán, református lelkész és felesége Balogné Tapolyai Margit adtak otthont 1981-es megalakulásakor a Református Iszákosmentő Missziónak (RIM). Édesapja 1985-től Budapesten, főállású lelkészként, mint a RIM vezetője folytatta munkáját. Feleségével több mint két évtizedig, haláláig, dolgozott a misszióban a szenvedélybetegekért.
Édesapja a Magyar Demokratikus Ifjúsági Szövetség Borsod megyei szervezőtitkára volt.

## Idézetek
- „Sok mindent nem jól csinálunk, de akik imádkoznak, arra kérik a mindenható Istent, a megváltót, hogy igazítsa ki, adjon jó tanácsokat, hogy jó irányba menjenek a dolgok.” (2016. augusztus 4. – a magyar baptisták 4. világtalálkozójának debreceni záró istentiszteletén)[37]
- „Számomra a liberalizmus nem szitokszó, ám én a libertas Christi talaján állok”[10]
- „Bár elítélem a rasszizmus minden formáját, és azokat, akik e nézeteket terjesztik, nem mondhatunk le azokról az elkeseredett emberekről, akiket megtévesztenek.”[10]

## Díjai, elismerései
- A Hold utcai németajkú protestáns templom újjáépítésének kezdeményezője, mely 2003-ban rehabilitáció kategóriában Építészeti Nívódíjat kapott
- Pro Ecclesia Díj (2000) (Nagyvárad)
- Az Európai Protestáns Szabadegyetem elnökségi tagja (1993–2003)
- A Bethesda Gyermekkórház Alapítvány kurátora (1999 óta)
- 2011 októberében A Köztársaság Elnökének Érdemérme kitüntetésben részesült
- A magyar Raoul Wallenberg Emlékbizottság tagja (2012)
- A Német Szövetségi Köztársaság Nagy érdemkereszt csillaggal és vállszalaggal kitüntetése a német-magyar kapcsolatok ápolásáért és a kisebbségek és emberi jogok védelme terén végzett tevékenysége elismeréseként (2013)
- Lengyel Köztársasági Érdemrend parancsnoki keresztje (2018)
- Szent György-díj (2018)[38]
- Maglód díszpolgára (2018)[39]
- Tőkés László-díj (2019)
- A Magyar Érdemrend középkeresztje a csillaggal (2020)

## Művei
- "Álljatok meg a hitben!". Pohárcsere után. Bizonyságtétel a keresztyén életről; Református Zsinati Iroda, Bp., 1985
- Mitarbeiter des Zeitgeistes? Die Auseinandersetzung über die Zeitgemä♯heit als Kriterium kirchlichen Handelns und die Kriterien theologischer Entscheidungen in der Reformierten Kirche Ungarns, 1967–1992. Eine Dokumentation; szerk. Gerhard Sauter; Lang, Frankfurt, 1997 (Beiträge zur theologischen Urteilsbildung)
- Mélység és magasság. Balog Zoltánnal beszélget Halász Zsuzsa; Kairosz, Bp., 2006 (Miért hiszek?)
- Mert tiéd az ország I. Balog Zoltán válogatott igehirdetései; szerk. Révész Judit, Bíró Éva; Barankovics Alapítvány, Bp., 2017
- Mert tiéd az ország II. Balog Zoltán válogatott politikai beszédei; szerk. Révész Judit; Barankovics Alapítvány, Bp., 2017
- Nem csak kenyérrel… Beszédek, imádságok, írások koronavírus idején; Kairosz, Bp., 2020

## Portré
- Szerelmes földrajz – Balog Zoltán (2014)
- Őszintén – Balog Zoltán (2019)